# 災害伝承
自然災害による大きな被害を受けた地域ではしばしば、災害についての顛末や教訓を災害伝承（さいがいでんしょう。英: disaster oral tradition／disaster folklore／disaster culture）として後世に伝えている。そうした伝承は、文章や絵画等のほか民話やことわざといった形でも次世代へと長く伝えられてきた。

## 日本での災害伝承
日本において災害伝承は各地域ごとに伝えられていたが、国等の公的機関が伝承を全国的に調査・整理することは長い間なされていなかった。平成に入り、総務省消防庁が2004年（平成16年）から2006年（平成18年）にかけて伝承の集約を行い、インターネットのホームページで情報を公開している。国民がそれぞれの在住する周辺地域に伝わる災害伝承を把握することで防災意識を高めることが期待されている。
2011年3月の東日本大震災では、過去の災害で得られた教訓が地域住民の間で伝承され、震災時には住民各自が適切な判断・対応をして被災を免れた事例があった。このことから、各地に残る災害教訓を伝承し地域住民の防災意識の向上に繋げるべく、2012年（平成24年）6月に災害対策基本法が改正され、災害教訓の伝承が住民の責務であることが明記された。

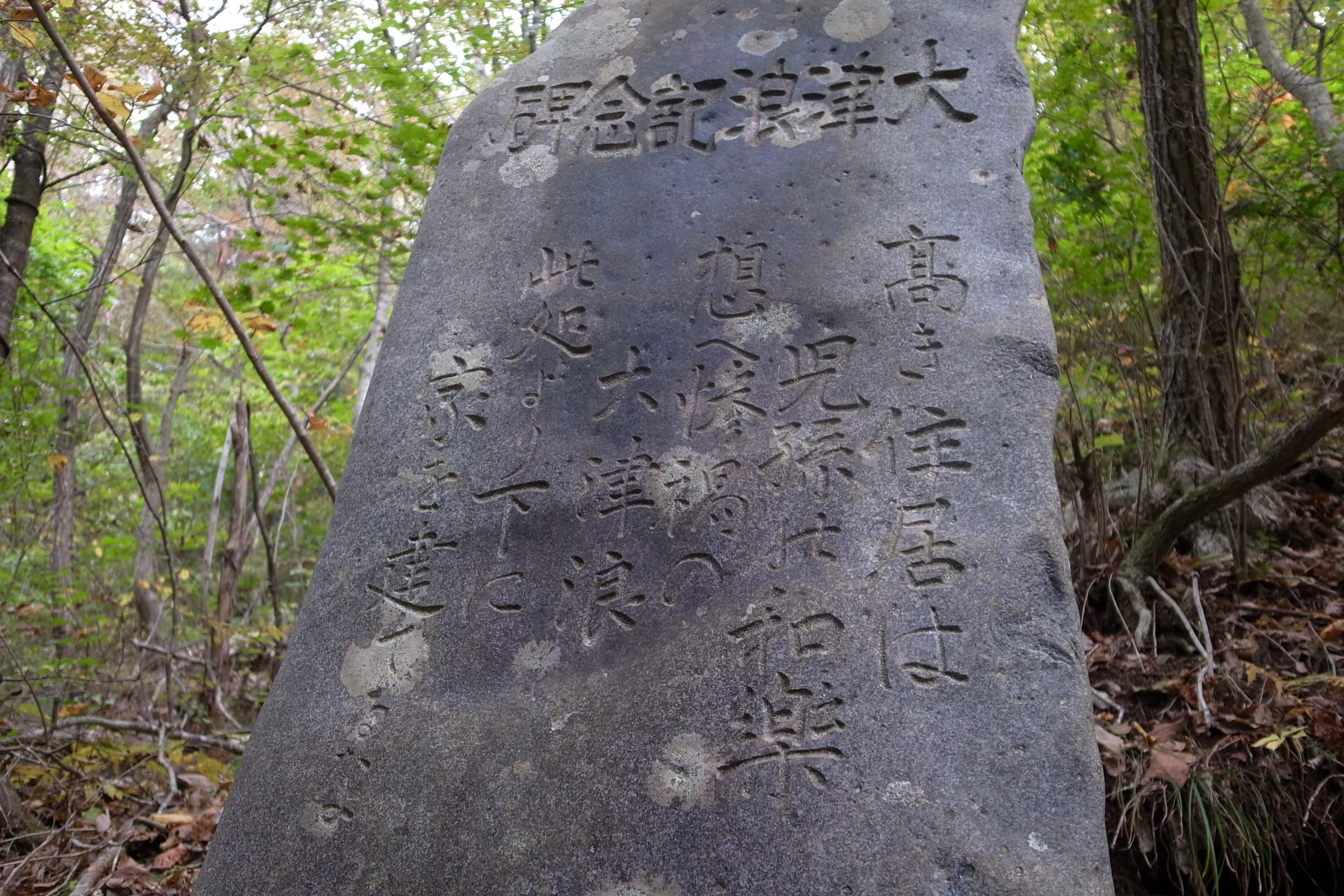
岩手県宮古市にある、過去の津波被害と教訓を伝える大津波記念碑（詳細は「大津浪記念碑」を参照）

災害の顛末や教訓はしばしば、石碑に刻まれて後世に伝えられてきた。岩手県宮古市重茂姉吉地区にある「大津波記念碑」には、1933年（昭和8年）の昭和三陸地震で発生した津波の被害と「此処より下に家を建てるな」という教訓が刻まれている。この石碑のある場所より高い場所にあった家屋は、東日本大震災での津波の被害を免れた。しかし、同県大船渡市三陸町越喜来にあった、同じく昭和三陸津波の被害を伝える記念碑は、東日本大震災での津波被害があるまで多くの人々から忘れられていた状況であった。また、鹿児島県には1914年（大正3年）の桜島大正噴火の被害を伝える石碑が各地に残されているが、風化しやすい溶結凝灰岩を材料に用いた石碑が多いこともあり、今日には表面の文字が判読しにくくなった石碑も見られるという。
災害伝承には、大雨が降ると崩れやすくなるなど危険な場所に子供が近付かないように、「その場所にムジナがいるから近付いてはいけない」といった子供にもわかりやすい表現で大人が語るものも含まれる。

### 災害伝承の例

#### 水害
木曽川流域に伝わる妖怪・やろか水は、大雨の日、木曽川の上流から「やろかー、やろかー」と呼びかけてくる。気味悪くなった村人達が「よこさば、よこせ」と答えると、木曽川が氾濫して村に濁流が押し寄せてくるという。増水した川からの音を妖怪の声だとして語り継いできた伝承であろう。

河童は水害としばしば結び付けられる。柳田國男の『遠野物語』には、足を掴んで水に引きずり込むという河童の恐ろしい面が描かれている。沼や湖などを通りかかった馬を引きずり込んだり人に相撲で挑むという話もある。埼玉県志木市には、悪戯をした河童が人々に捕まって殺されそうになった時、和尚が助命したところ、以後河童は悪戯をしなくなったという民話がある。志木市内には柳瀬川や荒川が流れ、大雨のたびに水害に悩まされてきた。同様に、河童の伝承が残る地域では、昔から川がたびたび氾濫するなど水害が多いという。河童のモデルになったのは実際の水害の犠牲者であるとの指摘もある。また、昔の江戸では、川の上流から水死体が流れてくると神として祀る事例もあった。

#### 地震と津波
1828年（文政11年）に発生した三条地震の悲惨な顛末は、門付巡業する女旅芸人の瞽女たちによって『越後地震瞽女くどき』などの口説として語られた。一連の越後地震口説には、地震の災禍とともに、文化・文政期に爛熟した町民文化を謳歌していた三条の社会に対する頽廃批判が詠み込まれている。災害伝承が口承文芸という形で残された例である。越後地震口説は盆踊りの音頭クドキとして西日本各地に伝わり、遠くは豊前や日向の山里で歌い継がれている。また、俗謡として出版されたものもあり、『瞽女口説地震の身の上』は明治天皇に天覧されたと伝えられている。
高知県には「打越（うちこし）」と呼ばれる坂にまつわる話がある。浦戸と南浦を行き来する際に通ることになる3つの坂のうち最も標高の高い「中坂」のことであるが、白鳳（飛鳥時代）の津波はこの中坂を打ち越して村々を襲い、広い地域を水没させた。その後も、安政（江戸時代）の大地震等で津波が襲来した。浦戸の住民は、津波が中坂を超えたと分かると裏山へ必死に走って避難するという。浦戸には「地震が起きたら山の竹藪に逃げろ」という言い伝えもあるという。
2011年3月11日、東北地方太平洋沖地震（東日本大震災）に伴い発生した津波では、三陸地方を中心に多数の人的被害が生じている。この時、三陸地方で古くから伝えられてきた教訓「津波てんでんこ」を平時から学び、実践した岩手県釜石市の児童・生徒の多くが津波から無事に避難することができた。（詳細は「津波てんでんこ」を参照。）

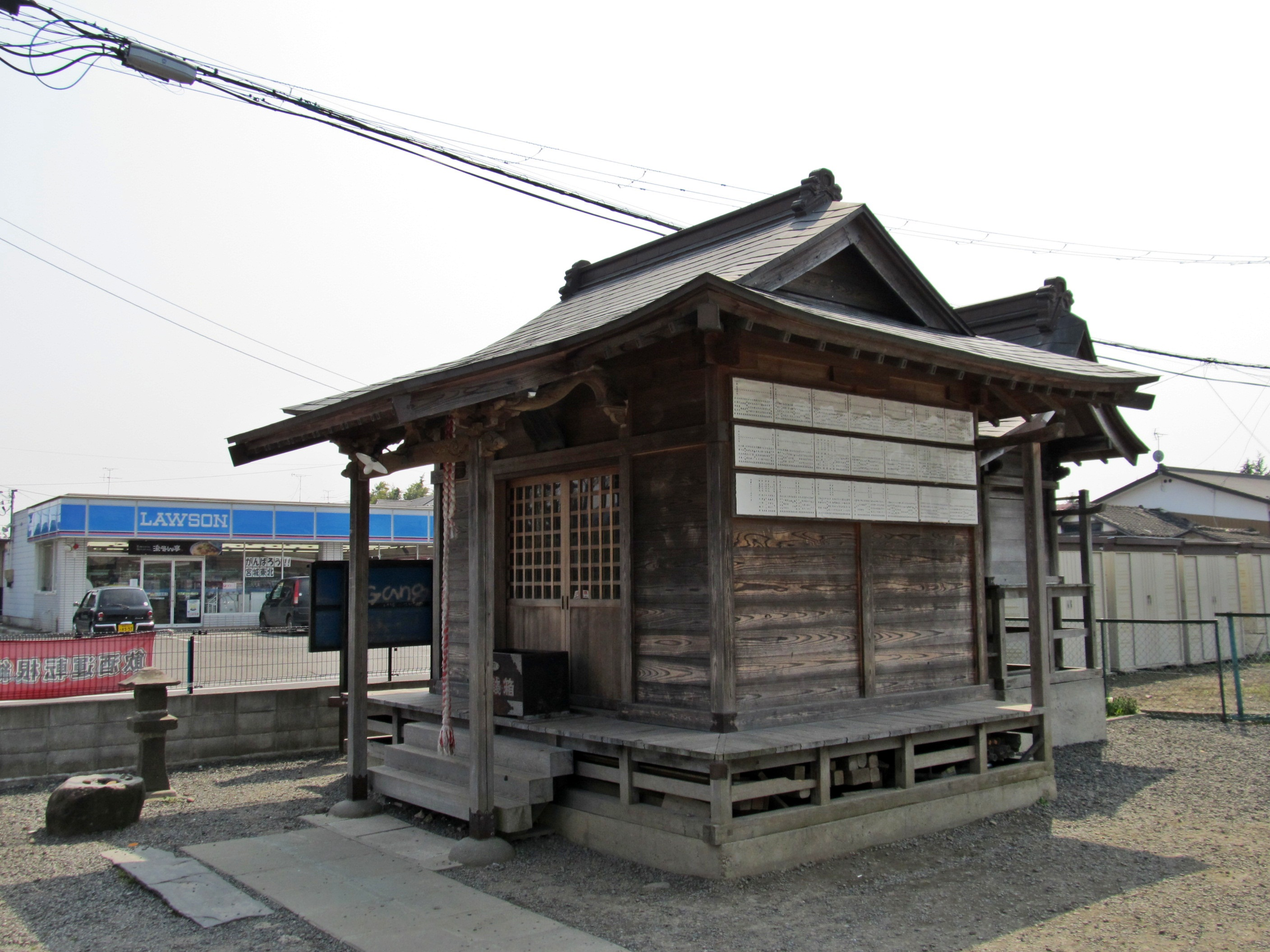
仙台市、浪分神社社殿。

宮城県仙台市若林区にある波分神社には、天保の地震で発生した津波がこの神社の付近まで到達して止まったという伝承がある。東日本大震災の津波は、周囲よりわずかに標高の高いこの波分神社周辺を取り巻くように到達したという。伝承が寺社として目に見える形で残る事例である。（詳細は「浪分神社 (仙台市若林区)#神社と大津波」を参照。）

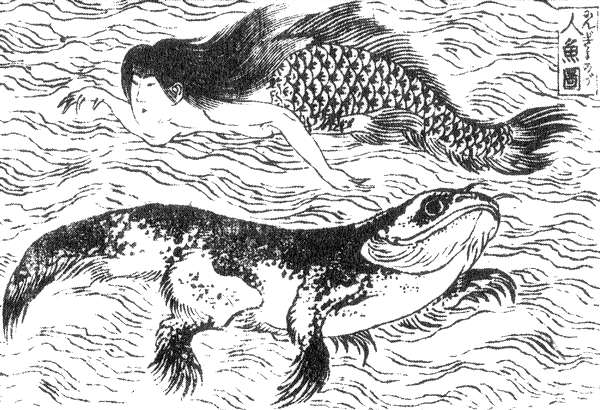
葛飾北斎画『椿説弓張月』より「人魚図」。人魚の下に描かれた生物が沖縄のジュゴンと解釈されている。

沖縄県の宮古島や石垣島といった島嶼地域には、不思議な生き物が津波の襲来を教えるという内容の民話が残っている。例えば、琉球王国の時代、石垣島の漁師が漁で人魚を捕らえたが、人魚の願いを聞き入れて逃がしたところ、津波が来るから村から逃げろと教えられた。漁師が人魚の言う通りにすると、間もなく村は津波に襲われたという。この人魚とは、島々の住民には身近な生き物であるジュゴンのことだと考えられている。実際の津波災害の顛末を人魚の民話に託して語り継いできたものであろう。また、柳田國男が『物言う魚』に収録した伊良部島のヨナタマの伝承も、同様に津波の襲来を告げている。下地村の漁師が、人面で人語を話す魚・ヨナタマを捕まえ、明日食べるために炭火で乾燥し始めた。その夜、隣家の子供が突然「伊良部村へ行こう」と泣き叫んだ。母親が屋外で泣き続ける子供をあやしていると、夜の海の彼方から「ヨナタマの帰りが遅い」といった言葉が聞こえ、漁師の家からは「私は炭火で炙られている、早く迎えを」といった返事が聞こえた。驚愕した母親は、子供と一緒に伊良部村へ走り、深夜の来訪に驚いた伊良部村の住民に事の次第を話した。翌朝下地村に戻ると、下地村は津波によって跡形もなく流されていたという。柳田によれば、伊良部島下地には今（柳田の時代）も村があるが、1748年に『宮古島旧史』に記録されたこのヨナタマの伝承を知らない住民が少なくなかったという。（詳細は「ザン」、「通り池#伝説」を参照。）

#### 火山災害
青森県や秋田県に伝わる、十和田湖・田沢湖・八郎潟を舞台にした三湖伝説は、延喜15年（915年）に発生した十和田湖火山の噴火の被害を受けた地域に伝わっていることから、災害の顛末が反映されているとの意見がある。伝説によれば、鹿角郡にいた若者・八郎が竜に変身し、奥入瀬川をせき止めて十和田湖を作った。熊野出身の南祖坊が十和田湖の所有を八郎と争い、双方が稲妻を放つなど激しい戦いを繰り広げた末に南祖坊が勝利した。この時、十和田湖からの鉄砲水が奥入瀬渓谷の形状を変えた。敗れた八郎は米代川を下り、新たな湖を作るべく七座山付近の川をせき止めたが地元の神々に妨害された。そのため日本海に出て八郎潟を作ったという。この伝説は、1966年に平山次郎・市川賢一が論文「1,000年前のシラス洪水」において伝説の描写と実際の火山災害との関連づけを試みている。（詳細は「三湖伝説#十和田火山との関わり」を参照。）
また、1914年（大正3年）に鹿児島県の桜島で発生した桜島の大正大噴火の際には、災害伝承のために桜島爆発記念碑をはじめとする記念碑が多く建立されたほか、桜島の黒神集落（現在の鹿児島市黒神町）にある噴石で埋没した腹五社神社の鳥居は当時の東桜島村の村長の判断によって現地にそのままの状態で保存されており、朽津信明・森井順之（2017）では「明確な意思を持って被災遺構の現地保存が試みられた最古級の事例に当たるだろう」としている。1958年（昭和33年）4月28日には「噴火により埋没した鳥居,門柱」として同じく黒神町に現存する埋没した門柱と共に鹿児島県の天然記念物（地質鉱物）に指定され、噴火の凄まじさを後世に伝承する遺跡として残されている。

### 地図への表記

自然災害碑の地図記号

令和元年（2019年）に、国土交通省国土地理院は「自然災害伝承碑」の地図記号を作り、自然災害伝承碑を地図（地理院地図）に掲載している。また、令和3年11月からは「ハザードマップポータルサイト」で地図を確認できるようになっている。

## 日本以外の地域での災害伝承
インドネシアのシムル島（Simeulue）では1907年に起きた地震・津波で多くの犠牲者が出た際の経験と教訓が Smong（シムル語で〈津波〉）という名で語り継がれ、インドネシアの多くの地域で甚大な被害が出た2004年のスマトラ島沖地震の際には潮が引いたら高台に避難するなどの策が実践された結果、島の総人口約7千800人のうち死者は7人、負傷者は88人に抑えることができた。この2004年スマトラ島沖地震ではインド領アンダマン諸島にも影響が及んだが、この地域の先住民であるオンゲ族の間にも津波に関する伝承が存在し、高台への避難が実行されオンゲ族のほぼ全員が生き延びたと見られている。

## 関連書籍
- 笹本正治 『蛇抜・異人・木霊 - 歴史災害と伝承』 岩田書院、1994年12月。ISBN 978-4-900697-17-1。
- 高橋和雄編著 『災害伝承 - 命を守る地域の知恵』 古今書院、2014年5月。ISBN 978-4-7722-4174-8。
- 『伝承の創造力 - 災害と事故からの学び』 花部英雄、松本孝三編、三弥井書店〈語りの講座〉、2015年5月。ISBN 978-4-8382-3284-0。